# عاشیق‌بایرام‌لی
عاشیق‌بایرام‌لی (به لاتین: Aşıqbayramlı) یک منطقه مسکونی در جمهوری آذربایجان است که در شهرستان اسماعیللی واقع شده است. عاشیق‌بایرام‌لی ۷۶۵ نفر جمعیت دارد.